# Hans Magnus Melin

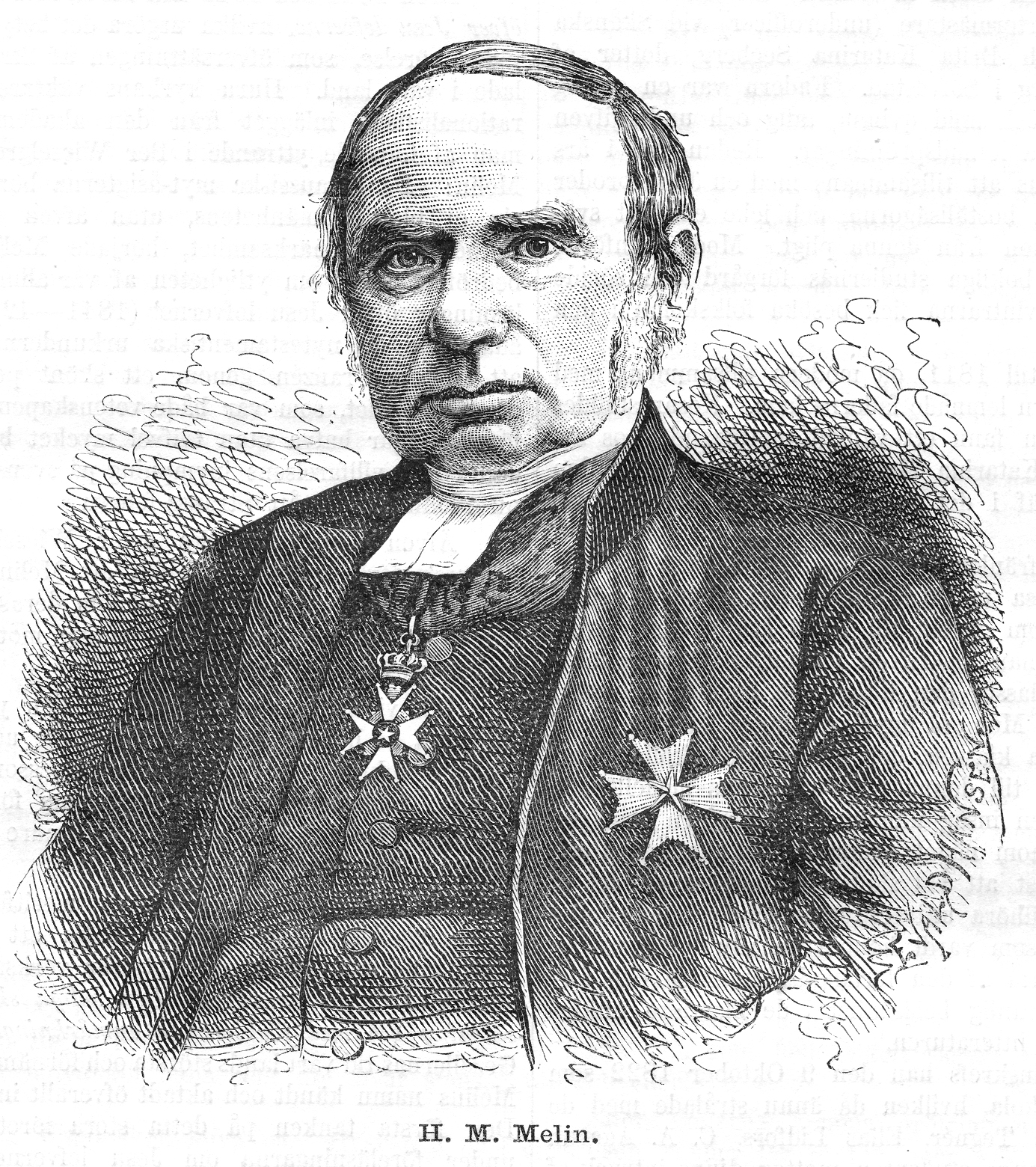
Hans Magnus Melin.

Hans Magnus Melin (1805 - 1877) was een Zweeds theoloog en hoogleraar. Hij was eerst hoogleraar in de pastoraaltheologie, en later in de exegetische theologie aan de universiteit van Lund, waar hij tevens rector was van 1852 tot 1853. Van 1866 tot zijn dood was Melin lid van de Zweedse Academie, na Johan Börjesson op zetel 3.